# Artur Bystrik
Artur Yurievich Bystrik (en ucraniano: Артур Юрійович Бистрік; nacido el 9 de mayo de 2005 en Kiev, Ucrania) es un samboísta ucraniano, maestro de los deportes de Ucrania en sambo y jūjutsu de combate.

## Biografía
Nació en una familia judía, su padre es candidato a maestro de deportes en el boxeo. Entrenador: Oleh Vladimirovich Martynenko, Federación Nacional de Sambo de Ucrania. En agosto de 2021, obtuvo el tercer lugar en la Copa Junior Sambo de Ucrania celebrada en Karolino-Bugaz. En enero de 2022, obtuvo el segundo lugar en el Campeonato de Ucrania de Sambo juvenil en Leópolis. El 3 de diciembre de 2022 consiguió el segundo puesto en el Campeonato Mundial Junior de Combat Jiu-Jitsu celebrado en Barcelona (España). En 2023 aprobó los exámenes de ingreso a la Universidad Nacional de Educación Física y Deportes de Ucrania. El 17 de febrero de 2024 participó en el campeonato de Ucrania de defensa personal entre adultos, donde ocupó el segundo lugar. Posteriormente, obtuvo el segundo puesto en el Campeonato de Europa de Jiu-Jitsu celebrado el 17 de mayo de 2024 en la ciudad de Malgrat de Mar (España).

## Enlaces
- Ukrainian Youth and Junior SAMBO Championship was held in Lviv

- Datos: Q130714250